# Приют (Новгородська область)
Приют (рос. Приют) — присілок в Холмському районі Новгородської області Російської Федерації.
Населення становить 1 особу. Входить до складу муніципального утворення Морховське сільське поселення.

## Історія
Від 2004 року входить до складу муніципального утворення Морховське сільське поселення.

## Населення
| 2010 |
| ---- |
| 1    |